# 禹範坤
禹 範坤（ウ・ボムゴン、우범곤, 1955年2月24日 - 1982年4月27日）は、大韓民国の警察官・大量殺人犯。
1982年4月26日から翌日にかけて、韓国南部の慶尚南道宜寧郡宮柳面で57人（56人、59人、62人などの説もある）を殺害、35人に重軽傷を負わせた事件を起こした。

## 背景
禹は慶尚南道釜山市草梁洞（現・釜山広域市南区望美洞）出身で四人兄弟の三男。父親も警察官で幼少期の頃は特に何も悩みなく過ごしたという。
1963年3月29日､8歳の時に釜山東区草梁洞小学校に入学し、釜山佐川洞釜山中学校から錦城金星高校に進学。この間1973年6月に父親は警察官を退職し、1972年には大腸癌と診断され6ヶ月入院｡このため翌年には父親の治療費と禹自身の学費を賄うために自宅を売却したが、既に父親の余命が半年と宣告をされ1974年1月30日に死去。父の死後禹は家のガラスを割り手首を切る自傷行為を行ったりしたが未遂に終わる。また高校での成績も振るわないまま1975年2月に卒業した。
卒業後禹は釜山実業専門学校（現・慶南情報大学校）に入学するも学校のガラスを割って処分された後に1976年2月に中退、韓国海兵隊に志願入隊したが1978年に兵長で除隊され1979年5月25日警察学校に入学｡1980年6月卒業後12月20日に2度目の受験で警察官採用試験に合格。釜山南の交番の警察官として配属される。1981年4月11日にソウル市青瓦台の101警備隊に栄転したが、12月13日に暴力沙汰を起こした事で12月26日に停職。30日に慶尚南道宜寧に左遷され、1982年3月3日には鴨谷里に定住した｡
その後、2歳年下の女性と付き合い始め､3月初めから同棲を開始。また、同棲を機に犬とひよこを19匹飼った事もあった｡

## 事件
1982年4月26日16時、禹は酒に酔って帰宅したところ、同棲していた女性が禹の胸に止まったハエをはらおうと叩いた事がきっかけで口論となり激高。自宅を出てそのまま宜寧警察署宮柳支署（現在の宮柳治安センター）の武器庫に入り込み、そこで多量のウイスキーを飲んで泥酔状態となった。19時30分、自宅へ戻って家具を破壊したり、女性を殴打して負傷させた（女性はこれ以上の危害を加えられておらず命に別状はなかった）。そして21時25分、武器庫に戻りM2カービン銃2丁と実弾144～180発(172発乱射)、手榴弾8発を持ち出した。
禹は支署を出ると近くの路上を歩いていた26歳の男性を射殺し、そのまま市場で手榴弾を投げ通行人3人を爆殺した。21時45分、郵便局に押し入って電話交換手と郵便配達員の合計3人を射殺。このため外部への連絡手段が絶たれてしまうものの、局内に潜んでいた交換手の1人が禹の退出から1時間ほど経過した22時40分にようやく郡警察署に通報した。一方禹は内妻が住む鴨谷里に行き22時頃に2人を殺害した後で内妻の実家に押し入り一家5人を射殺、更に雲渓里に向かいカービン銃を乱射し合計7人の住民を射殺した。この時点で19人を殺害しているが、付近の集落で電気が点いている家を見付けては手当たり次第に家人に対してカービン銃を乱射し更に18人を射殺。また、閉店前の市場など人の集まる場所に手榴弾を投げ込み、爆発で驚いて表へ飛び出してきた人達にもカービン銃を乱射して次々と射殺した。22時半頃、偶然近くにいた18歳の高校2年生にソフトドリンクを買って来る様に命じた後に殺害。その後現場近くで商店を営む鄭一家宅に上がり込み、13歳と10歳の子供を含む家族4人を殺害した。
最初の射殺事件発生から2時間以上・通報から1時間経過した23時50分頃に郡警察署から出動した武装警官が宮柳面に到着したが、既に禹は4集落で住民47人を殺害しているばかりか、翌4月27日の午前2時頃まで付近一帯でカービン銃を乱射。5つの集落で57人を殺害、35人を負傷させた。武装警官は辺り一帯をしらみ潰しに探索し追い込まれた禹は山奥の民家に立て籠って一家3人を人質に取ったが、警官に包囲されて午前3時45分頃に禹は手榴弾で自爆。人質も巻き込まれて犠牲となり最後の村では24人が犠牲となった｡

## 影響
現職の警察官による大量殺人に加え初動捜査の遅れから被害を拡大させたとの非難が高まり、当時の劉彰順内閣の責任ばかりか政権を掌握したばかりの全斗煥大統領への非難にまで及ぶ恐れもあった。このため徐廷和内務部長官が事件発生直後に辞任し、後任として盧泰愚が就任したことで盧にとっては政界への足掛かりをつかむ第一歩となった。また当時の宜寧警察署長が事件発生中に遊興で不在だったことから職務怠慢で起訴されたものの、最終的には無罪が確定している。